# Teddy Sinclair
Natalia Noemi Sinclair (nhũ danh Cappuccini; sinh ngày 15 tháng 8 năm 1986) là một ca sĩ kiêm nhạc sĩ sáng tác bài hát và diễn viên người Anh. Cô đã hoạt động âm nhạc dưới nhiều nghệ danh khác nhau, nổi tiếng nhất là Natalia Kills và Verbalicious . Cô hiện là ca sĩ chính của ban nhạc Cruel Youth cùng với chồng cô, Willy Moon, đồng thời cô cũng phát hành nhạc dưới tên The Powder Room.
Với tư cách Natalia Kills, Sinclair đã ký hợp đồng thu âm liên doanh ba hãng với will.i.am Music Group, KonLive Distribution và Cherrytree Records để phát hành album đầu tay mang tên Perfectionist (2011). Album này đã tạo ra các đĩa đơn khá thành công là "Mirrors" và "Free" (có sự góp mặt của will.i.am), cả hai đĩa đơn đều được chứng nhận đĩa vàng bởi BVMI. Cùng năm đó, cô đã hợp tác biểu diễn với bộ đôi EDM người Mỹ LMFAO trong đĩa đơn ăn khách "Champagne Showers", sau này trở thành bản thu âm thành công nhất trong sự nghiệp của cô. Mặc dù Perfectionist có hiệu suất thương mại thấp, nhưng phần tiếp theo của album mang tên Trouble (2013) lại có doanh thu thành công hơn ở Hoa Kỳ.
Ngoài các bản thu âm của riêng mình, Sinclair còn tham gia sáng tác nhạc cho Angel Haze, Madonna, Rihanna và bài hát "The Happiest Girl" của nhóm nhạc nữ Hàn Quốc Blackpink. Cô đã nhận được một đề cử giải Grammy năm 2017 cho việc đồng sáng tác đĩa đơn "Kiss It Better" của Rihanna. Vào tháng 3 năm 2015, Sinclair và chồng cô là Willy Moon đã bị sa thải khỏi vị trí đồng giám khảo của The X Factor New Zealand vì những bình luận gay gắt và xúc phạm nhân phẩm của họ đối với một thí sinh. Sau khi bị sa thải, cô đổi nghệ danh thành Teddy vào năm 2015 và thành lập ban nhạc riêng Cruel Youth với chồng vào năm sau, dưới tư cách nhóm nhạc cô đã phát hành đĩa mở rộng (EP) +30mg (2016).

## Danh sách đĩa nhạc
- Perfectionist (2011)
- Trouble (2013)

## Lưu diễn
| Chuyến lưu diễn quảng bá - Perfectionist Promo Tour (2011) - Effect Music Tour (2013) - Trouble Promo Tour (2013) Đồng trình diễn - The Cherrytree Pop Alternative Tour (2011–12) | Mở màn - Kelis, Robyn – All Hearts Tour (2010) - Robyn – Body Talk Tour (2010–11) - The Black Eyed Peas – The Beginning Massive Stadium Tour (2011) - Kesha – Get Sleazy Tour (2011) - The Sounds – Something to Die For Tour (2011) - Katy Perry – California Dreams Tour (2011) - LMFAO – Sorry for Party Rocking Tour (2012) - Kiiara – Low Kii Savage Tour (2016) |